# Shamela
Shamela o Una apología de la vida de la Sra. Shamela Andrews (en inglés An Apology for the Life of Mrs. Shamela Andrews) es una novela satírica de Henry Fielding publicada en 1741 con el seudónimo de Mr. Conny Keyber. Fue un ataque directo a la novela Pamela o la virtud recompensada (1740), de Samuel Richardson, contemporáneo y rival del autor. Ambas novelas son epistolares. 

## Argumento
Shamela está escrita como una revelación de los verdaderos hechos que ocurrieron en la vida de Pamela Andrews, la heroína de Pamela. La heroína no se llama en realidad Pamela sino Shamela. No es una bondadosa, humilde y casta sirvienta, sino una criatura perversa y lasciva, que trama todo para atrapar a su señor, Booby. Así expone las múltiples debilidades del trabajo de Richardson.
Esta es una de las obras de Fielding en la que se representa el metodismo como una doctrina hipócrita. La madre de Shamela, metodista, aparece como una prostituta que enviaba a su hija a escuchar los sermones de George Whitefield. El personaje de Shamela también resulta desde el punto de vista religioso una farsa.